# ۹ خرداد
۹ خرداد هفتادمین و یکمین روز سال در گاه‌شماری خورشیدی است. به پایان سال ۲۹۴ روز (۲۹۵ روز در سال کبیسه) باقی‌است.

## رویدادها
- ۱۳۵۸ - آغاز چهارشنبه سیاه خرمشهر
- ۱۳۷۱ - آغاز شورش ۱۳۷۱ مشهد
- ۱۳۸۳ - حادثه ۹ خرداد ۱۳۸۳ هلیکوپتر هوانیروز ارتش جمهوری اسلامی ایران
- ۱۴۰۲ - برگزاری نخستین جلسه دادگاه نیلوفر حامدی به شکل غیرعلنی به ریاست ابوالقاسم صلواتی
- ۱۴۰۲ - ضرب و شتم خبرنگار توسط محافظان سید حسن خمینی

## زادروزها
- ۱۳۵۹ - سامیه لک، بازیگر

## درگذشتگان
- ۱۳۶۴ - فریدون توللی، شاعر و فعال سیاسی
- ۱۴۰۱ - علی اسماعیل‌زاده، سرهنگ نیروی قدس سپاه پاسداران انقلاب اسلامی
- ۱۴۰۱ - محمدتقی رنجبر چوبه، از بازماندگان بمب گذاری در دفتر حزب جمهوری اسلامی و نماینده حوزه انتخابیه صومعه‌سرا در دوره دوم مجلس شورای اسلامی و دوره سوم مجلس شورای اسلامی و دوره ششم مجلس شورای اسلامی
- ۱۴۰۲ - سید عبدالعلی قوام، پژوهشگر علوم سیاسی